# Age of Empires II: The Age of Kings
Age of Empires II: The Age of Kings (1999) er et RTS-spil (Real-time strategy), hvor man kan styre en civilisation fra år 455 hvor vandalerne brændte Rom af til år 1453 hvor Konstantinopel blev indtaget (Middelalderen). Det er en efterfølger til det populære Age of Empires og er forgængeren til Age of Mythology og Age of Empires III. Alle fire er lavet af Ensemble Studios og udgivet af Microsoft.
Age of Empires II har udvidelsen Age of Empires II: The Conquerors (2000). Age of Empires er også kendt for sine live-events, hvor der spilles om rekordhøje puljer. Rekorden blev sat sidste år i Beijing (2014), hvor Xo Huang (Singapore) vandt $50.000.000 på en endags turnering [kilde mangler].

## Spilkoncept
Styringen i Age of Empires II er næsten identisk med det første spil. Alle enheder kan kontrolleres og man kan selv bestemme om de skal angribe, marchere eller bare stå stille. Spilleren starter med få enheder og bygninger og skal i løbet af spillet opbygge et stort og stærkt samfund. Der indsamles ressourcer, produceres nye enheder, bygges flere bygninger og op til tre gange stiger civilisationen i tidsalder, hvilket giver flere muligheder. I løbet af spillet bliver samfundet dermed mere avanceret (ligesom i den historiske periode), det opbygges et solidt forsvar og en stærkere hær.
Samtidig opdager spilleren mere af landskabet, der til at starte med er helt sort. De andre civilisationer vil også dukke op. Hvis den fremmede civilisation er en allieret opstår der muligheder for handel, mens der i tilfældet af, at det er en fjende, udkæmpes krig ved brug af de militære enheder. Spillene afgøres tit i krige, som er skyld i store tab af enheder og bygninger. I den højeste alder angribes der tit med store og alsidige hære.

### Civilisationer
Age of Empires II: The Age of Kings indeholder 13 spilbare civilisationer. Civilisationerne er inspireret af virkeligheden i de historiske periode. Alle har hver deres styrker og svagheder (f.eks. har tyrkerne let adgang til krudt, mens vikingerne er dygtige til søfart) og for at gøre det grafiske område mere autentisk er de delt op i forskellige byggestilarter. Desuden har hver civilisation en unik militær enhed, som produceres i borgen (castle). Disse unikke enheder er også historisk relaterede til den pågældende civilisation.
Oversigt over civilisationerne i Age of Empires II: The Age of Kings:
| Civilisation | Unikke enheder                             | Byggestil        | Militær styrke |
| ------------ | ------------------------------------------ | ---------------- | -------------- |
| Briterne     | Langbueskytte (Longbowman)                 | Vesteuropæisk    | Skytter        |
| Byzantinerne | Katafrakt (Cataphract)                     | Mellemøstlig     | Kavaleri       |
| Frankerne    | Øksemand (Throwing Axeman)                 | Vesteuropæisk    | Kavaleri       |
| Goterne      | Huskarl (Huskarl)                          | Nordøsteuropæisk | Infanteri      |
| Japanerne    | Samurai (Samurai)                          | Østasiatisk      | Infanteri      |
| Kelterne     | Vajd-kriger (Woad Raider)                  | Vesteuropæisk    | Skytter        |
| Kineserne    | Chu Ko Nu (Chu Ko Nu)                      | Østasiatisk      | Skytter        |
| Mongolerne   | Meng-Gu-Dai (Mangudai)                     | Østasiatisk      | Skytter        |
| Perserne     | Krigselefant (War Elephant)                | Mellemøstlig     | Kavaleri       |
| Saracenerne  | Mameluk (Mameluke)                         | Mellemøstlig     | Kavaleri       |
| Teutonerne   | Teutoner-ridder (Teutonic Knight)          | Nordøsteuropæisk | Infanteri      |
| Tyrkerne     | Janitsharerne (Janissary)                  | Mellemøstlig     | Kavaleri       |
| Vikingerne   | Bersærker (Berserk) og Langskib (Longboat) | Nordøsteuropæisk | Infanteri      |

### Tidsaldre
Et centralt begreb i Age of Empires II er de såkaldte "tidsaldre". At opgradere til en højere tidsalder giver adgang til bedre teknologi og stærkere kamptropper (militære enheder).
Spillets fire tidsaldre efterfølger tidsaldrene i forgængeren Age of Empires:
1. Dark age (Folkevandringstiden):
- Kendetegn: Økonomien opbygges og de første bygninger opføres.

- Bygninger: Beboelseshus (house), mølle (mill), værft (dock), tømmerlejr (lumber camp), minelejr (mining camp), palisader (palisade wall), udkigstårn (outpost), kaserne (barracks).

2. Feudal age (Normannisk Tid)
- Kendetegn: Flere forskellige militærenheder, teknologier opgraderes og der handles med andre civilisationer.
- Nye bygninger: Bueskydningsbane (archery range), stald (stable), marked (market), grovsmedje (blacksmith), vagttårn (watch tower), byport (gate) og stenmur (stone wall)

3. Castle age (Højmiddelalderen-Korstogenes Tid) 12.-13. årh.
- Kendetegn: Større slag udkæmpes, borge (castles) giver mulighed for unikke enheder og hellige relikvier (relics) øger produktionen af guld.
- Nye bygninger: kloster (monastery), universitet (university), værksted til belejringsmaskiner (siege workshop), borg (castle) og rådhus (town center).

4. Imperial age (Senmiddelalderen/Ungrenæssancen) 14.-15. årh.
- Kendetegn: Sortkrudtet bliver grundlaget for en hel suite af ildvåben, imperiet bliver større, teknologier opgraderes til højeste niveau og kampen afgøres.
- Nye bygninger: Vidunder (wonder) og kanontårn (bombard tower).

### Ressourcer
I Age of Empires skelnes mellem 4 ressourcer:
- Mad (Food), der bruges til at danne fæstebønder (Villagers) og soldater samt til at opgradere til højere tidsaldre. Fæstebønderne indsamler det fra bærbuske, marker, dyr i fangenskab, fiskeri og jagt.
- Tømmer (Wood), til at bygge huse, katapulter og skibe. Fæstebønderne fælder træerne.
- Guld, til at købe opfindelser for, til at opgradere til højere tidsaldre og til præster. Fæstebønderne kan bryde det i miner eller man kan bytte sig til det.
- Sten, til at bygge fæstningsværker med. Fæstebønderne kan bryde det i miner.

Desuden kan mad, træ og sten købes og sælges for guld i markedet, hvor priserne afhænger af varernes aktuelle efterspørgsel.

### Enheder
Spillet indeholder forskellige typer af enheder, der alle har taktiske formål. Først og fremmest er der de almindelige fæstebønder, hvis formål er at indsamle ressourcer, bygge og reparere. Ydermere er der munke, der ligesom i det første spil kan heale egne eller allierede enheder og overtage fjendtlige. Størstedelen er dog de mange militære enheder, der bruges i kampene.
De militære enheder kan deles op i disse undergrupper:
- Infanteri – flest enheder fra barracks samt en række unikke fra castle. De er ofte bevæbnet med sværd eller andre tunge håndvåben og kan derfor oftest kun gøre skade i nærkampe (dog med enkelte undtagelser).

- Skydende/kastende – flest enheder fra archery range samt unikke fra castle. Deres kendetegn er, at de gør skade fra længere afstand. Disse enheder er meget forskellige. Der er bl.a. tale om langbuer, kastespyd, armbrøster og arkebuser.

- Kavaleri – flest enheder fra stable samt unikke fra castle. Disse enheder opererer altid ridende på en hest eller dromedar. De er de hurtigste på landjorden og har fordel af det i kamp. Der skelnes dog mellem tungt og let kavaleri, som har hver deres fordele.

- Belejringsmaskiner – produceres i siege Workshop og castle. De varierer meget i udseende og formål, men bruges primært til nedrivning af bygninger. Der er bl.a. katapulter, rambukke, ballistaer og blider. Kendetegnet er, at de gør meget stor skade.

- Skibe – produceres i dock. De bevæger sig kun på vandet. I denne kategori er ikke alle anvendt i kamp (fiske-, transport- og handelsskibe). Af deciderede krigsskibe kan bl.a. nævnes galejer, galleoner og kanonskibe.

Taktik
Infanteri er nærkampsenheder og nedkæmpes bedst med bueskytter – på afstand kan infanteriet nedslides uden at bueskytterne bliver ramt.
Bueskytter nedkæmpes bedst med kavaleri, da de disse hurtigt kan komme tæt på bueskytterne.
Kavaleri kan stoppes med svært pansrede fodfolk, da rytterne er nødt til at komme tæt på.
Belejringsmaskiner nedkæmpes bedst med kavaleri, da de hurtigst kan komme tæt på – dog kan væddere (Ram) indhentes af fodfolk.

### Enhedernes værdier
Alle enheder koster ressourcer at bygge/træne; blænkere (Skirmisher) koster 25 mad- og 35 træenheder mens en borg (Castle) koster 650 stenenheder. Hvis bygninger, skibe og belejringsmaskiner bliver beskadiget, koster det ressourcer at reparere dem.
Alle enheder er tildelt en robusthedsværdi (Hit Point); fæstebønder (Villagers) har 25 og borge har 4.800. Efterhånden som fjenden mørbanker ens enheder vil en vitalitetsbjælke angive hvor tæt på døden/ødelæggelsen enheden er. Enheder der er 2% i live vil dog kæmpe lige så effektivt som enheder der er 100% i live.
Våbenføre enheders slagkraft (Attack) angiver hvor hårdt de slår; fæstebønders er 3 mens bliders (Trebuchet) er 200. Kort fortalt skal en armbrøstskytte (Attack = 5) ramme en fæstebonde (Hit point = 25) fem gange for at dræbe ham/hende. Visse enheders panser (Armor) nedsætter fjendens slagkraft; en teutoner-ridders (Teutonic Knight) panser fratrækker 5 fra fjendens slagkraft. En armbrøstskytte kan derfor ikke dræbe en teutoner-ridder.
Nogle enheder kan angribe fra en vis afstand (Range); bueskytter (Archer) 4, øksemænd (Throwing Axeman) 3 og kanontårne (Bombard Tower) 8. Jo større rækkevidde, jo tidligere kan enheden begynde at angribe. Bueskytter kan bag en mur nedslide fjendens nærkampsenheder.
Enhederne opdeles i tre hastigheder (Speed); de langsomme (S) er svært pansrede fodfolk, ældre munke, elefanter og belejringsmaskiner – de hurtige (F) er ryttere og de fleste skibe – mellemgruppen (M) tæller let pansrede fodfolk, oksekærrer (Trade Cart), fiskebåde (Fishing Ship) og kanonbevæbnede skibe.

### Teknologi
For at udvikle samfundet er det nødvendigt at investere i nye teknologier. Der er flere forskellige teknologiske områder og de varierer meget i effekt og pris. De fleste bygninger giver muligheder for at opgradere en bestemt slags teknologi. F.eks. kan træfældningen gøres mere effektiv i lumber camp og bymuren gøres stærkere i university. Desuden kan de fleste enheder i bygningen, hvor de trænes, opgraderes til en ny og stærkere soldat. F.eks. opgraderes en ridder til kavaler og derefter til paladin. Alle teknologier koster ressourcer og prisen er tit højere, når teknologien er bedre. Derfor bliver man nødt til at prioritere, hvor meget man vil fokusere på henholdsvis produktion og opgradering.

## Spiltyper
Der tilbydes både muligheder for singleplayer og multiplayer.
Singleplayermodulet kan igen deles op i de to undergrupper; standardspil og kampagner. I multiplayer kan op til otte spillere dyste over LAN eller Internet. Indtil 19. juni 2006 tilbød Microsoft Zone muligheder for multyplayer. Dette kan i dag foregå på www.gamepark.eu og www.gamespyarcade.com.

### Standardspil
Det mest almindelige af standardspillene er random map, hvor hver spiller starter med et town center, tre villagers (kineserne starter med fem) og et scout cavalry. Herfra kan man vinde på tre måder. Man kan enten besejre alle fjender, indsamle fem relikvier, der ligger gemt rundt omkring i landskabet og indsætte dem i klostre, eller bygge et vidunder (meget dyr bygning, som først er mulig at bygge i sidste alder og hvis byggetid er enorm lang) og beskytte det mod at blive ødelagt i et stykke tid. Et andet standardspil er regicide (kongemord), hvor hver spiller starter med et castle, ekstra mange villagers  og ressourcer og en konge (speciel enhed, som ikke kan kæmpe). Kongen stationeres typisk i spillerens castle. Når en konge dræbes, er hans civilisation ude af spillet. Det sidste spil er death match (dødskamp), hvor hver spiller starter med en meget stor mængde ressourcer. Her kan man udelukkende vinde ved at besejre de andre civilisationer.

### Kampagner
Ligesom i forgængeren indeholder Age of Empires II kampagner baserede på historiske begivenheder. Hvor det i det første spil er civilisationen, der er i fokus, lægges der her mere vægt på historiske personer og vigtige begivenheder i deres liv. Hver kampagne består af 6-7 missioner, der stiger i sværhedsgrad. Før og efter missionerne læses der op af en historie for at danne et bindeled mellem begivenhederne. Der er i alt 5 kampagner:
- William Wallace (fungerer som en tutorial)
- Jeanne d'Arc
- Saladin
- Djengis Khan
- Barbarossa

## Udvidelse
I 2000 udkom udvidelsespakken Age of Empires II: The Conquerors. Spillet udvidede horisonten både tidsmæssigt og geografisk. Med bl.a. fokus på opdagelsen af den Den Nye Verden går den flere år frem i tiden. Desuden er der mulighed for nye landskabstyper, civilisationer, enheder og kampagner.
Microsoft udgav senere også en gold edition, der udover begge spillene tilbød nye kort samt optagede spil udført af eksperter.

## Snydekoder
Age of Empires II indeholder en række snydekoder, her er et udvalg af dem:
Tryk [enter], skriv koden og tryk derefter [enter] igen.
- [cheese steak jimmy's] – Spilleren modtager 1.000 enheder mad
- [lumberjack] – Spilleren modtager 1.000 enheder træ
- [robin hood] – Spilleren modtager 1.000 enheder guld
- [rock on] – Spilleren modtager 1.000 enheder sten
- [marco] – Hele kortet bliver synligt
- [polo] – Alle fjendtlige enheder bliver synlige
- [black death] – Alle andre civilisationer udslettes
- [aegis] – Al træning og byggeri udføres øjeblikkeligt (gælder alle)